# Dělnický a bezdomovecký šedý metal
Dělnický a bezdomovecký šedý metal (czes. robotniczy i bezdomny szary metal) - drugi album czeskiej grupy Umbrtka. Został wydany w roku 2001.

## Lista utworów
1. "Ku skartu"
2. "Práchym Umbrtka"
3. "Soukolí Umbrtčí"
4. "Divný chlápek Valbert Mornstein"
5. "Svírám rezavý utahovák"
6. "Noční vypínání"
7. "Chrám práce"
8. "Pět bezdomovců v kruhu"
9. "Opravit lidi"
10. "Umírající bezdomovec"
11. "Dělník"
12. "Trakce a vozba do boha"
13. "Špína a hlína"
14. "Umbrtkombinát"
15. "Skartoslav Umbrtka"
16. "Zdistav Umbrtka"
17. "Betoným Umbrtka - Svitobrana"
18. "Zhasli jsme světla života"